# Slag Tanz
Šlağ Tanz es un álbum que fue lanzado en 2015 por la legendaria banda francesa Magma.
Se caracteriza por ser un disco de corta duración (EP) con un sonido hipnótico y agresivo.  
Fue grabado entre 2013 y 2014 en UZ Studio por Francis Linon.

## Lista de canciones
Todas las canciones escritas y compuestas por Christian Vander. 
| Šlağ Tanz |                                   |                  |          |  |
| N.º       | Título                            | Música           | Duración |  |
| 1.        | «Imëhntösz - Alerte !»            | Christian Vander | 2:19     |  |
| 2.        | «Slag»                            | Christian Vander | 3:03     |  |
| 3.        | «Dümb»                            | Christian Vander | 2:57     |  |
| 4.        | «Vers la nuit»                    | Christian Vander | 3:30     |  |
| 5.        | «Dümblaë - Le silence des mondes» | Christian Vander | 2:58     |  |
| 6.        | «Zü Zaïn !»                       | Christian Vander | 2:16     |  |
| 7.        | «Slag Tanz»                       | Christian Vander | 2:29     |  |
| 8.        | «Wohldünt»                        | Christian Vander | 1:23     |  |

## Créditos
- Christian Vander: batería, piano, voz en "Wohldünt"
- Stella Vander: voz
- Isabelle Feuillebois: voz
- Hervé Aknin: voz
- James Mac Gaw: guitarra
- Benoit Alziary: vibráfono
- Jérémie Ternoy: piano y rhodes
- Philippe Bussonnet: bajo